# コツマルワパ様式

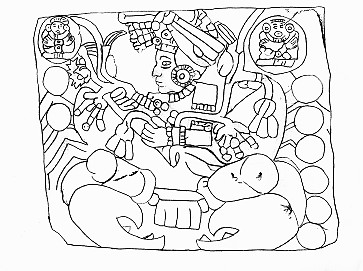
エル・バウル石碑7号。左上に「2の猿」、右上に「6の猿」の日付けが見える。

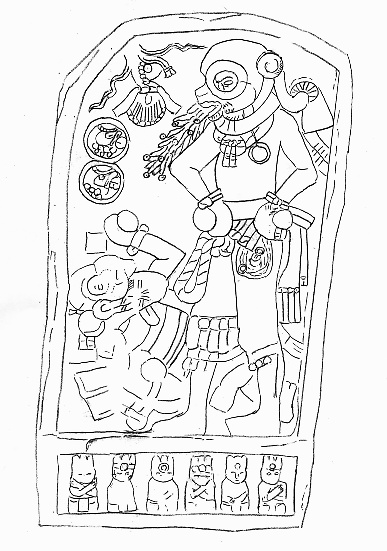
エル・バウル記念碑27号。「球戯者の石碑」

コツマルワパ様式（コツマルワパようしき cotzumalhuapa）は、古典期後期から終末期にグアテマラ南部高地、太平洋岸斜面、エスクイントラ地方の南部に盛行したと考えられるナワ族風、メキシコ風の図像に特徴づけられる石彫群の様式をいう。グアテマラ・シティから車で2時間ほどの位置にあるサンタ・ルシア・コツマルワパ周辺の52平方キロメートルにこの様式の石彫をもつ遺跡が集中していることからコツマルワパ様式と名づけられた。最大規模の遺跡は、ビルバオであり、周辺に、エル・バウル、エル・カスティージョ、パンタレオン、パロ・ベルデなどの遺跡の分布が知られており、マイケル・コウは、ひとつの遺跡の可能性もあると考えている。それぞれの遺跡は、数百メートルの基壇の上に建てられた神殿建築からなり、建造物は土を盛り上げ、表面に河原石をそのまま並べた構造だが、階段や中庭には加工した石材を使っている様子がうかがわれる。

## 研究略史
これらの遺跡の存在は、19世紀より知られていたが、1920年代にメキシコ中央高原の影響が指摘されて、本格的な調査が行われたのは、ジョン・エリック・シドニー・トンプソン（Thompson,J.Eric S.）による1942年のエル・バウルの調査であった。トンプソンは、コツマルワパ様式を、古典期後期に位置づけた。1962年から64年にかけて、ステファン・デ・ボルヘギー（Borhegyi,Stephan de）やリー・アレン・パーソンズ（Parsons,Lee A.）らによるミルウォーキー公立博物館によるビルバオを中心とする調査では、基本的にトンプソン説を確認しながら、テオティワカンに起源を発しているとした。しかし、その後石彫の図像自体の宗教的意味の解釈は停滞してきたが、杉山久美子と杉山三郎が、後古典期末期のアステカ、ミシュテカ系絵文書に描かれた球戯にまつわる信仰、儀式、神々の体系が、すでに古典期からグアテマラ太平洋岸のコツマルワパに見られることを指摘しようと試みている。

## 石彫の特徴
コツマルワパの石彫の様式の特徴は、骸骨や人体模型のようなレリーフ、球戯や球戯者に関連する図像、アステカにつながる系譜をなすメキシコ中央高原の神々の図像である。まず、アステカの「花と愛の神」として知られるショチピリの原形としての「太陽神」がみられる。ショチピリは、サアグンによって残された「ショチピリの賛歌」によると「球戯場」でとうもろこしの神シンテオトルとして現れる属性をもつとされ、実際に球戯と関連する文脈で石彫に刻まれる。またショチピリは、猿の日の守護神であり、猿が象徴する官能的快楽、罪深い欲望が、ショチピリの快楽、生殖の属性と結びついているものと考えられる。ショチピリの妻であり大地母神であるショチケツァルも、娯楽、生殖、球戯の守護神として刻まれている。そのほか眼球が飛び出し鼻が突き出たグロテスクな形相の「風の神」エエカトル、シペトテック、雨と雷と豊饒の神トラロック、日没後の太陽を表すトラルチトナティウ、「火の老神」と呼ばれるウェウェテオトル、「羽毛の蛇」ケツァルコアトルが石彫に刻まれた。そのほかには、再生のシンボルとしての蛇、大地を表すワニに似た怪物シパクトリ、生殖力のシンボルとしての蟹と猿（e.g.エル・バウル石碑7号）、空、太陽のシンボルとしての鹿、日中の天空であり、太陽そのものと考えられた鷲、同じく太陽のシンボルに伴って表現されるハゲタカ、夜の天空であり、太陽の沈む大地の穴であるジャガーなどの動物も神々と関連付けられて刻まれた。コツマルワパの石彫は、宇宙を象徴する球戯とそれに伴っておこなう人身御供によって、自然のサイクルの永続と豊饒をもたらす神々を支えるというアステカにつながるような宗教観があったと思われる。

## 経済的基盤
また、コツマルワパ地方は、昔から有名なカカオ産地であり、食用だけでなく通貨としても使用されたカカオ豆が経済的な基盤であったことが石彫に刻まれた神々や人間の図像からカカオの葉やつるが伸びている様子が刻まれていることからもうかがわれる。